# Comuna de Stary Dzików
Stary Dzików (polaco: Gmina Stary Dzików) é uma gminy (comuna) na Polónia, na voivodia de Subcarpácia e no condado de Lubaczowski. A sede do condado é a cidade de Stary Dzików.
De acordo com os censos de 2004, a comuna tem 4556 habitantes, com uma densidade 29,2 hab/km².

## Área
Estende-se por uma área de 155,77 km², incluindo:
- área agrícola: 51%
- área florestal: 43%

## Demografia
Dados de 30 de Junho 2004:
|                      | Total   | Total | Mulheres | Mulheres | Homens  | Homens |
| -------------------- | ------- | ----- | -------- | -------- | ------- | ------ |
|                      | pessoas | %     | pessoas  | %        | pessoas | %      |
| População            | 4556    | 100   | 2248     | 49,3     | 2308    | 50,7   |
| Densidade (pop./km²) | 29,2    | 100   | 14,4     | 14,4     | 14,8    | 14,8   |

De acordo com dados de 2002, o rendimento médio per capita ascendia a 1452,88 zł.

## Subdivisões
- Cewków, Moszczanica, Nowy Dzików, Stary Dzików, Ułazów.